# Platyprepia virginalis
Platyprepia virginalis är en fjärilsart som beskrevs av Jean Baptiste Boisduval 1852. Platyprepia virginalis ingår i släktet Platyprepia och familjen björnspinnare. Inga underarter finns listade i Catalogue of Life.